# بلوط دانا
بلوطِ دانا (انگلیسی: Oakie Doke) یک برنامه تلویزیونی کودکانه بریتانیایی است که از سال ۱۹۹۵ تا ۱۹۹۷ در بی‌بی‌سیِ کودکان بی‌بی‌سی پخش می‌شد. این سریال توسط کازگرو هال فیلمز تولید و به سبک استاپ‌موشن ساخته شده است. این سریال برای دو فصل پخش شد که هر کدام شامل ۱۳ قسمت بود.

## شخصیت‌ها
- بلوط دانا
- خانوادهٔ موش کور
- خانوادهٔ موش
- خانوادهٔ قورباغه
- خانوادهٔ جوجه‌تیغی
- خانوادهٔ سنجاب
- دو تا سنجاب خاکستری شیطون

## قسمت‌ها
| فصل | قسمت‌ها | قسمت‌ها | تاریخ اصلی روی آنتن رفتن | تاریخ اصلی روی آنتن رفتن |
| فصل | قسمت‌ها | قسمت‌ها | اولین بار                | آخرین بار                |
| --- | ------ | ------ | ------------------------ | ------------------------ |
| ۱   | ۱۳     | ۱۳     | ۱۱ سپتامبر ۱۹۹۵          | ۴ دسامبر ۱۹۹۵            |
| ۲   | ۱۳     | ۱۳     | ۷ آوریل ۱۹۹۷             | ۱۳ سپتامبر ۱۹۹۷          |